# Подкаминская, Елена Ильинична
Елена Ильи́нична Подкаминская (род. 10 апреля 1979, Москва, СССР) — российская актриса театра, кино и телевидения.

## Биография
Родилась в Москве 10 апреля 1979 года в семье музыкантов. Отец — Илья Михайлович Подкаминский (род. 1954), основал в Щербинке студию искусств «Радуга», в настоящее время глава администрации поселения Роговское в Троицком административном округе Москвы, почётный гражданин города Щербинки. Мать — Светлана Евгеньевна, дирижёр ансамбля «Орфей», руководитель музыкальной студии «Радуга» Дворца культуры городского округа Щербинка.
Окончила Театральный институт имени Бориса Щукина (2001, курс А. А. Ширвиндта).
С 2000 года по 2017 год — в труппе Театра сатиры.
В 2005 году получила театральную премию газеты «Московский комсомолец» за лучшую женскую роль второго плана в категории «Начинающие» за роль в спектакле «Хомо Эректус».
2 ноября 2017 года в театре Вахтангова состоялась премьера моноспектакля «Неосторожная актриса», в котором Елена Подкаминская исполняет главную роль.
Дебют в кино — роль Урсулы Борн в фильме «Неудача Пуаро» (режиссёр Сергей Урсуляк, 2002).
С 2012 года наиболее известна телезрителям участием в качестве управляющей рестораном Виктории в комедийном телесериале «Кухня».
В июне 2013 года Елена Подкаминская появилась на обложке мужского журнала «Maxim».
30 ноября 2013 года стала победительницей шоу «Танцы со звёздами» в паре с танцором Андреем Карповым.
С 6 сентября по 28 декабря 2014 года в паре с фигуристом Петром Чернышёвым участвовала в еженедельном телевизионном шоу Первого канала «Ледниковый период-5». Они завоевали Приз зрительских симпатий.

## Личная жизнь
Первый муж (2009—2015) — бизнесмен Александр Пляцевой, дочь Полина (род. 1 декабря 2010 года).
Второй муж — Денис Гущин (с 2017 года), дочь Ева (род. 3 августа 2017 года), сын Александр (род. 21 февраля 2020 года).

## Оценки творчества
Критиком Г. А. Заславским была в 2005 году замечена в спектакле «Хомо эректус»: «Она эффектна, она экстравагантна, может быть эксцентричной, а может — прямолинейной, и при всем этом в её игре есть что-то от прежней Сатиры, когда юмор был сложен, а сатира — прихотлива». За роль в спектакле «Хомо эректус» получила театральную премию газеты «Московский комсомолец» за лучшую женскую роль второго плана в категории «Начинающие». В 2012 году высокую оценку критиков заслужила её роль в пьесе «Средства от наследства», где она играет вместе с Фёдором Добронравовым.

## Театральные работы
Московский театр сатиры
- «Слишком женатый таксист» — Барбара Смит[16]
- «Хомо эректус» — проститутка Кси[14]
- «Таланты и поклонники» — Негина[7]
- «Средства от наследства» — Изабелла[15]
- «Кабала святош» (Булгаков) — Арманда
- «Собака на сене» (Лопе де Вега) — Диана (2016)[17]

Театр Вахтангова
- «Неосторожная актриса» — исполнитель[18]

## Фильмография
| Год       |     | Название                           | Роль |
| --------- | --- | ---------------------------------- | --- |
| 2002      | с   | Неудача Пуаро                      | мисс Урсула Борн (миссис Ральф Пейтен), старшая горничная в доме Роджера Экройда                                                                    |
| 2002      | ф   | Джокеръ                            | Лидочка |
| 2003      | ф   | Кодекс чести 2                     | Инна |
| 2004      | с   | Ландыш серебристый                 | Ира |
| 2005      | с   | Адъютанты любви                    | Полина Бонапарт, принцесса Франции, дочь Летиции Рамолино и Карло Буонапарте, сестра Наполеона Бонапарта                                            |
| 2006      | ф   | Андерсен. Жизнь без любви          | Доротея Мельхиор |
| 2007      | ф   | Сиделка                            | Света |
| 2007      | ф   | Защита против                      | Елена Бакова |
| 2007      | ф   | Ночные сёстры                      | Марина |
| 2007      | с   | Важнее, чем любовь                 | Лида |
| 2007      | ф   | Несколько простых желаний          | Ева |
| 2008      | ф   | Дважды в одну реку                 | Света |
| 2008      | ф   | Украсть у…                         | Лена |
| 2008      | с   | Я вернусь                          | Зоя Растопчина, сестра Муси |
| 2008      | ф   | Петровка, 38. Команда Семёнова     | Нина Затаева |
| 2008      | ф   | Человек без пистолета              | Майя, орнитолог |
| 2009      | с   | Братья Карамазовы                  | Агафья Ивановна |
| 2009      | ф   | Тайная стража                      | Ветрова |
| 2009      | с   | Августейший посол                  | снималась |
| 2009      | ф   | В сторону от войны                 | Маша |
| 2009      | ф   | Прогон                             | снималась |
| 2010      | ф   | Буду помнить                       | Лена |
| 2010      | ф   | О чём говорят мужчины              | Настя, жена Лёши |
| 2011      | ф   | О чём ещё говорят мужчины          | Настя, жена Лёши |
| 2012      | ф   | Обратный билет                     | Маша |
| 2012—2016 | с   | Кухня                              | Виктория Сергеевна Гончарова, арт-директор ресторана Claude Monet (первая—55, 57—80, с сотой серии), арт-директор ресторана Victor (81—сотая серии) |
| 2012      | ф   | Только о любви                     | Катя |
| 2013      | ф   | Умельцы                            | Алина |
| 2013      | ф   | Всё будет хорошо                   | Жанна, любовница Руслана Эдуардовича |
| 2014      | ф   | Кухня в Париже                     | Виктория Сергеевна Гончарова, арт-директор ресторанов                                                                                               |
| 2014      | ф   | Без следа                          | Катя |
| 2014      | ф   | Любовь напрокат                    | Алёна |
| 2014      | с   | Метод Фрейда 2                     | Елена Полонская, врач-реаниматолог (серии № 1, 2, 10)                                                                                               |
| 2015      | ф   | Судьба по имени «Фарман»           | Ольга |
| 2016      | ф   | Научи меня жить                    | Катя |
| 2017      | с   | Спящие                             | Полина, подруга Киры |
| 2017      | ф   | О чём говорят мужчины. Продолжение | Настя, жена Лёши |
| 2018      | ф   | Дневник новой русской              | Надя |
| 2018      | ф   | Варавва                            | Юстиция |
| 2018      | с   | Другие                             | Валя, родная мать Лиды, экстрасенс |
| 2018—2022 | с   | ИП Пирогова                        | Вера Викторовна Пирогова, кондитер, мать Юли, главная героиня (первый—пятый сезоны)                                                                 |
| 2020      | с   | Волк                               | Анастасия Владимировна Петрова (Тася) |
| 2021—2023 | с   | Жена олигарха                      | Альбина Викторовна Барвашина |
| 2021      | с   | Последний аксель                   | Марина Артакова, главный тренер |
| 2021—2023 | с   | Манюня                             | рассказчик (первый—третий сезон; озвучивание) |
| 2022      | с   | Ева, рожай!                        | Ева, преподаватель танцев |
| 2022      | ф   | На выдохе                          | Алла |
| 2022      | кор | Милфуша                            | Маша |
| 2023      | с   | Секс. До и после                   | Евгения (четырнадцатая серия) |
| 2024      | с   | Сергий против нечисти. Яга         | Яга молодая |
| 2024      | ф   | Мы                                 | И-330 |
| 2024      | с   | Овчарка                            | майор Анастасия Нестерова |
| 2024      | ф   | Говорит Земля!                     | Кира |
| 2024      | с   | Наследники. Дар крови              | Елена |
| 2025      | ф   | Красный шёлк                       | Анна Волкова |
| 202?      | с   | Свидетели                          | Вика, супруга Сергея |

### Телеспектакли
- 2012 — Хомо Эректус — Кси[24]
- 2016 — Роковое влечение

## Съёмки в клипах
| Год  | Название      | Группа | Роль |
| ---- | ------------- | ------ | ---- |
| 2015 | «Забыть тебя» | Emin   |      |